# Serghei Tarnovschi
Serghei Tarnovschi (în ucraineană Сергій Тарновський; n. 24 iunie 1997, Lviv, Ucraina) este un canoist moldovean de origine ucraineană.

## Carieră
Fratele său mai mare, Oleg, este și el un canoist de performanță. Amândoi au fost naturalizați de Republica Moldova în anul 2013.
A fost medaliat cu bronz la proba de 1000 m din cadrul Campionatului Mondial de caiac-canoe din 2015 de la Milano. La Jocurile Olimpice de vară din 2016 de la Rio de Janeiro a cucerit medalia de bronz la proba de canoe simplu pe 1000 m. Această medalie a fost prima pentru Republica Moldova în competiție.
În comunicatul de presa din 2 februarie 2017, Comitetul Național Olimpic al Republicii Moldova a constatat că Tarnovschi a fost descalificat de la competițiile de canoe viteză pe o durata de 4 ani, și toate rezultatele obținute după 8 iulie 2016 i-au fost invalidate. Prin urmare, medalia sa de bronz obținută la Jocurile Olimpice de vară de la Rio de Janeiro 2016 i-a fost retrasă, fiind acordată următorului clasat, canoistul rus Ilia Ștokalov.
Această descalificare a survenit după ce s-au depistat urme de dopaj în testele efectuate în a doua zi după ce a cucerit medalia de bronz la proba de canoe simplu 1000 m in Rio. În ambele probe de urină era prezent peptidul hormonului de creștere, o substanță sintetică interzisă de Agenția Mondială Anti-Doping.
Federația Internațională de Canoe a condus o investigație în cazul de dopaj a lui Tarnovschi, și a constatat că acesta într-adevăr s-a dopat, și că natura substanței cu care el s-a dopat i-a sporit efectiv performanța sportivă.
La Jocurile Olimpice de la Tokio el a câștigat medalia de bronz la 1000 m. La Campionatul Mondial din 2022 a cucerit medalia de aur la 5000 m. În 2024 a participat la Jocurile Olimpice de la Paris unde a câștigat bronzul la 1000 m.
În 2022, Serghei Tarnovschi a fost decorat cu Ordinul de Onoare.

## Legături externe
Materiale media legate de Serghei Tarnovschi la Wikimedia Commons
- Serghei Tarnovschi la Comitetul Național Olimpic și Sportiv din Republica Moldova
- ru  Serghei Tarnovschi pe Sports.md
- en Serghei Tarnovschi la Olympedia.org
- en  Serghei Tarnovschi la olympics.com